# Moisdon-la-Rivière
Moisdon-la-Rivière (bretonsko Maezon-ar-Stêr) je naselje in občina v francoskem departmaju Loire-Atlantique regije Loire. Leta 2013 je naselje imelo 1.944 prebivalcev.

## Geografija
Kraj leži v pokrajini Bretaniji 55 km severno od Nantesa.

## Uprava
Občina Moisdon-la-Rivière skupaj s sosednjimi občinami La Chapelle-Glain, Châteaubriant, Erbray, Fercé, Grand-Auverné, Issé, Juigné-des-Moutiers, Louisfert, La Meilleraye-de-Bretagne, Noyal-sur-Brutz, Petit-Auverné, Rougé, Ruffigné, Saint-Aubin-des-Châteaux, Saint-Julien-de-Vouvantes, Soudan, Soulvache  in Villepot sestavlja kanton Châteaubriant; slednji se nahaja v okrožju Châteaubriant.

## Zanimivosti
- romanska taborska cerkev sv. Jovina iz 10. in 11. stoletja, francoski zgodovinski spomenik od leta 1978,
- stare peči iz 17. stoletja, francoski zgodovinski spomenik od leta 1985.